# Distretto di Leiria
Il distretto di Leiria è un distretto portoghese. Apparteneva alle province tradizionali della Beira Litorale e dell'Estremadura. Confina con i distretti di Coimbra a nord, di Castelo Branco e di Santarém a est, di Lisbona a sud e con l'Oceano Atlantico a ovest. La superficie è di 3.515 km² (13º maggior distretto portoghese), la popolazione residente (2001) è di 459.450 abitanti. Il capoluogo del distretto è Leiria.
Il distretto di Leiria è composto da 16 comuni:
- Alcobaça
- Alvaiázere
- Ansião
- Batalha
- Bombarral
- Caldas da Rainha
- Castanheira de Pera
- Figueiró dos Vinhos
- Leiria
- Marinha Grande
- Nazaré
- Óbidos
- Pedrógão Grande
- Peniche
- Pombal
- Porto de Mós

Nell'attuale divisione principale del paese, il distretto fa integralmente parte della regione Centro. I suoi comuni appartengono alle subregioni Ovest (fino al 2002 parte della regione Lisbona e Valle del Tago), Pinhal Litorale e Pinhal Interno Nord. In sintesi:
- Regione Centro
  - Ovest
    - Alcobaça
    - Bombarral
    - Caldas da Rainha
    - Nazaré
    - Óbidos
    - Peniche

  - Pinhal Interno Nord
    - Alvaiázere
    - Ansião
    - Castanheira de Pera
    - Figueiró dos Vinhos
    - Pedrógão Grande

  - Pinhal Litorale
    - Batalha
    - Leiria
    - Marinha Grande
    - Pombal
    - Porto de Mós